# Шандровац
Шандровац је насељено место и седиште општине у Бјеловарско-билогорској жупанији, Република Хрватска.

## Историја
До територијалне реорганизације у Хрватској налазио се у саставу бивше велике општине Бјеловар.

## Становништво
На попису становништва 2011. године, општина Шандровац је имала 1.776 становника, од чега у самом Шандровцу 710.

## Попис1991.
На попису становништва 1991. године, насељено место Шандровац је имало 951 становника, следећег националног састава:
| Попис 1991.‍  | Попис 1991.‍  | Попис 1991.‍ | Попис 1991.‍ | Попис 1991.‍ |
| ------------ | ------------ | ----------- | ----------- | ----------- |
|              |              |             |             |             |
| Хрвати       | Хрвати       |             | 915         | 96,21%      |
| Југословени  | Југословени  |             | 18          | 1,89%       |
| Срби         | Срби         |             | 5           | 0,52%       |
| Албанци      | Албанци      |             | 1           | 0,10%       |
| Мађари       | Мађари       |             | 1           | 0,10%       |
| Македонци    | Македонци    |             | 1           | 0,10%       |
| неопредељени | неопредељени |             | 7           | 0,73%       |
| непознато    | непознато    |             | 3           | 0,31%       |
| укупно: 951  |              |             |             |             |